# Dafengkou Shuiku
Dafengkou Shuiku (kinesiska: 大风口水库) är en reservoar i Kina. Den ligger i provinsen Liaoning, i den nordöstra delen av landet, omkring 340 kilometer sydväst om provinshuvudstaden Shenyang. Dafengkou Shuiku ligger 100 meter över havet. Arean är 4,0 kvadratkilometer. Trakten runt Dafengkou Shuiku består till största delen av jordbruksmark. Den sträcker sig 3,1 kilometer i nord-sydlig riktning, och 4,4 kilometer i öst-västlig riktning.
Genomsnittlig årsnederbörd är 835 millimeter. Den regnigaste månaden är juli, med i genomsnitt 208 mm nederbörd, och den torraste är januari, med 3 mm nederbörd.